# امارت الظفیر
الظفیر یکی از شهرهای قبیله غمید است که در جنوب البهاء قرار دارد و به دلیل اینکه یکی از شهرهای مهم جنوب حجاز است، اهمیت قابل توجهی دارد.
قبایل غمید و زهران به چندین امارت دور مانند طائف، بیشه، ترابه، اللیث و قنفذه مرتبط بودند و این امر به دلیل دوری مسافت برای مردم مشکل ایجاد می‌کرد و بر همین اساس ملک عبدالعزیز خواستار ایجاد امارت متخصص در آنها شد و شاه با آنان موافقت کرد و دستوری به شماره سلطنتی ۱۶۵ مورخ ۱۹/۳/۱۳۵۳ ه برای آن صادر شد که موجب تشکیل امارت مستقر در روستای الذفیر (چون در وسط دو قبیله است) و شاهزاده ترکی بن محمد بن مادی برای انجام وظایفش منصوب شد.